# Georg Friedrich Landauer
Georg Friedrich Landauer (* 18. November 1794 in Stuttgart; † 28. November 1866 in Frankfurt am Main) war ein Kaufmann und Politiker der Freien Stadt Frankfurt.

## Leben
Landauer war Kaufmann in Frankfurt am Main. Er war Teilhaber der Firma C.F. Donner wie auch Philipp Christian Wilhelm Donner. 1858 schied er aus der Firma aus und gründete er die Lederfabrik in Idstein unter der Firma G.F. Landauer-Donner. Von 1835 bis 1838 war er Mitglied der Frankfurter Handelskammer. 
Er gehörte von 1862 bis 1863 dem Gesetzgebenden Körper an. Von 1854 bis zum Ende der Freien Stadt Frankfurt 1866 war er auch Mitglied der Ständigen Bürgerrepräsentation der Freien Stadt Frankfurt.